# Royal Bay
Die Royal Bay ist eine 6 km weite und 8 km tiefe Bucht an der Nordküste Südgeorgiens. Die Einfahrt zur Bucht liegt zwischen dem Kap Charlotte und dem Kap Harcourt.
Im Westen ergießt sich der 10 km lange Ross-Gletscher in einer Breite von 4 km in die Bucht. Im Süden mündet der Weddell-Gletscher. Die Royal Bay ist von bis zu 2000 m hohen Bergen umgeben.
Wie an vielen anderen Orten in der Gegend brüten auch hier viele Vögel, darunter Königspinguine, Eselspinguine und Kormorane.

## Geschichte
Die Royal Bay wurde 1775 von einer britischen Expedition unter James Cook entdeckt und benannt.
1882 wurde im Zuge des Internationalen Polarjahres eine deutsche Expedition unter Carl Schrader ausgesandt, um den Venustransit zu beobachten und ein Jahr lang regelmäßige Wetterbeobachtungen und Messungen des Erdmagnetfelds vorzunehmen. Diese Gruppe war bis 1883 am Nordufer der Bucht stationiert. Ihr Ankerplatz wurde nach der Moltke, dem Schiff des Expeditionsteams und gleichzeitig dem ersten motorisierten Schiff, das Südgeorgien erreichte, Moltke-Hafen genannt.